# 佐藤通雅
佐藤 通雅（さとう みちまさ、1943年1月2日 - ）は、日本の歌人、評論家。河北新報歌壇選者。

## 略歴
岩手県水沢市（現奥州市）出身、宮城県仙台市在住。岩手県立水沢高等学校、東北大学教育学部卒業。宮城県内の高等学校にて教員を務める。
歌誌『短歌人』を経て、1966年に文学思想個人編集誌『路上』を創刊。短歌、詩、評論、児童文学研究などの分野で編集。宮沢賢治論、北原白秋論が多い。2011年の第120号にて第1期を終刊、第2期へと移行した。
1965年、「青海」で第11回角川短歌賞候補。1971年『新美南吉童話論』で第4回日本児童文学者協会新人賞受賞。1986年『日本児童文学の成立・序説』で日本児童文学学会賞奨励賞。2000年『宮沢賢治　東北砕石工場技師論』で第10回宮沢賢治賞受賞。2012年歌集『強霜』で第27回詩歌文学館賞短歌部門を受賞。2022年歌集『岸辺』で第34回斎藤茂吉短歌文学賞を受賞。
2021年『路上』を第150号をもって終刊。最後の「往還集150」、総目次、執筆者名簿他。

## 歌集、その他著書
- 『新美南吉童話論 自己放棄者の到達』（牧書店） 1970、のちアリス館牧神社
- 『薄明の谷』（短歌人会） 1971
- 『もえるゆき』（飛鳥童絵、牧書店、児童文庫） 1973
- 『水の涯 佐藤通雅歌集』（沖積舎） 1978
- 『白秋の童謡』（沖積舎） 1979
- 『宮沢賢治の文学世界 短歌と童話』（泰流社） 1979
- 『襤褸日乗 佐藤通雅歌集』（沖積舎） 1982
- 『＜教育＞の現在』（砂子屋書房） 1983
- 『日本児童文学の成立 序説』（大和書房） 1985
- 『アドレッセンス挽歌 佐藤通雅歌集』（ながらみ書房） 1987
- 『北原白秋 大正期童謡とその展開』（大日本図書） 1987
- 『佐藤通雅歌集』（砂子屋書房 現代短歌文庫） 1987
- 『生徒 教師の場所』（学芸書林） 1988
- 『横書きの現代短歌』（五柳書院） 1990
- 『子どもの磁場へ』（北斗出版） 1990
- 『学校はどうなるのか』（学芸書林） 1991
- 『リアルタイムの短歌論』（五柳書院） 1991
- 『宮沢賢治から＜宮沢賢治＞へ』（学芸書林） 1993
- 『美童 佐藤通雅歌集』（ながらみ書房） 1994
- 『詩人まど・みちお』（北冬舎） 1998
- 『天心 佐藤通雅歌集』（砂子屋書房） 1999
- 『宮沢賢治 東北砕石工場技師論』（洋々社） 2000
- 『岡井隆ノート 『0』から『朝狩』まで』（路上発行所） 2001
- 『往還 佐藤通雅歌集』（雁書館） 2003
- 『クレバスとしての短歌』（ながらみ書房） 2005
- 『予感 佐藤通雅歌集』（角川短歌叢書） 2006
- 『賢治短歌へ』（洋々社） 2007
- 『茂吉覚書 評論を読む』（青磁社） 2009
- 『歌集 強霜』（砂子屋書房） 2011
- 『評論宮柊二 柊二初期及び『群鶏』論』（柊書房） 2012
- 『昔話（むがすこ）佐藤通雅歌集』（いりの舎） 2013
- 『宮柊二 『山西省』論』（柊書房） 2017
- 『歌集 連灯』（短歌研究社） 2017
- 『アルカリ色のくも』（NHK出版） 2021
- 『岸辺』（角川文化振興財団） 2022

### 共編著
- 『白鳥』（北島新平共著、牧書店、新少年少女教養文庫） 1971
- 『新美南吉童話集 全1冊版』（関英雄共編、鈴木康司絵、実業之日本社） 1974
- 『小中英之全歌集』（藤原龍一郎, 天草季紅共編纂、砂子屋書房） 2011
- 『また巡り来る花の季節は 震災を詠む』（東直子共選、NHKハートネットTV「震災を詠む2013」制作班監修、講談社） 2014